# Електромонтажний кресленик

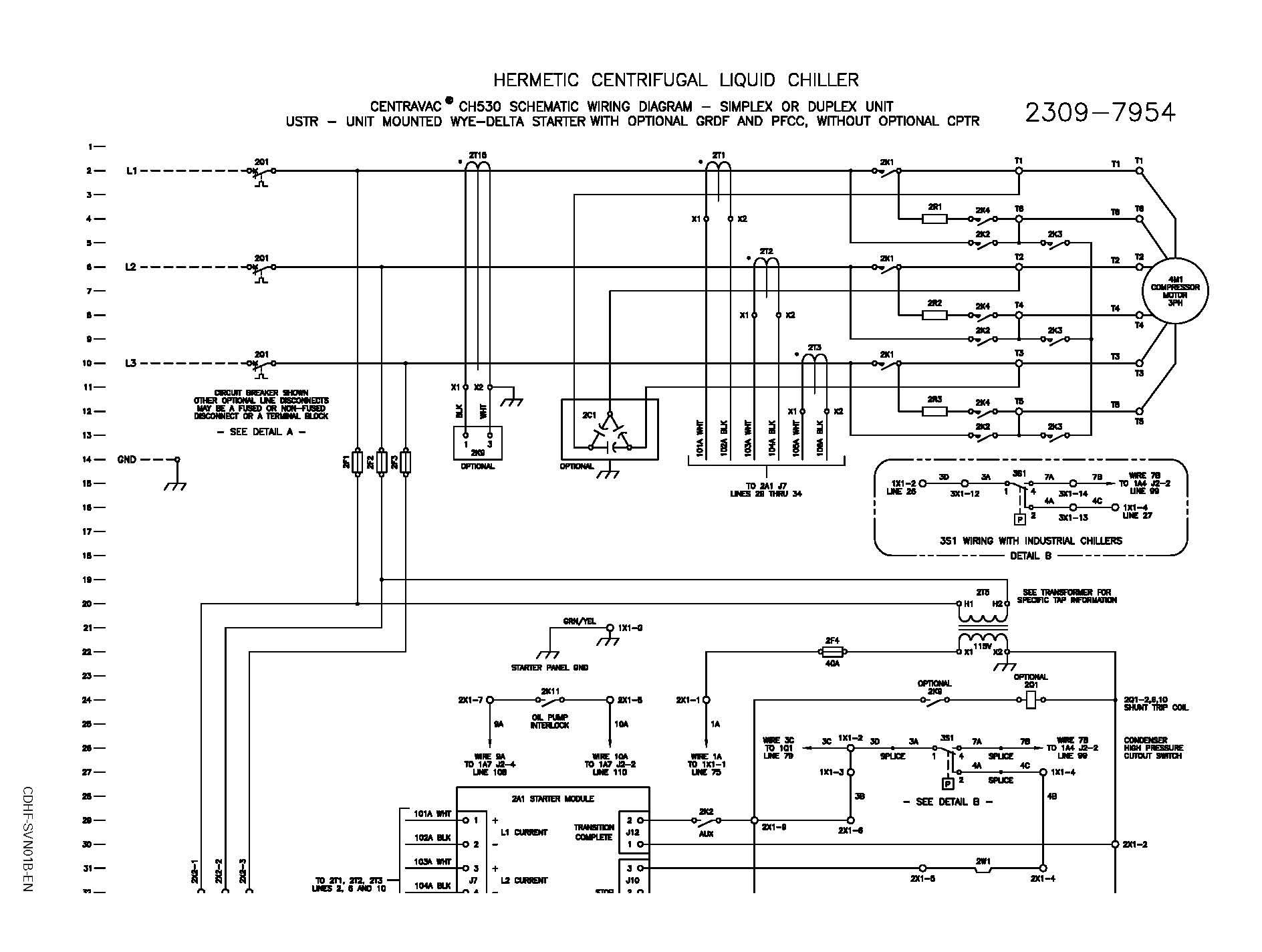
Приклад виконання електромонтажного кресленика

Електромонта́жний кре́сленик — кресленик, що містить зображення монтованих електричних і радіоелектронних виробів, електричних комунікацій між ними і дані, згідно з якими їх монтують.
Код документа за міждержавним стандартом ГОСТ 2.102-68 — МЭ.

## Варіанти виконання електромонтажних креслеників
Конструкторську документацію виробу з електричним монтажем (електромонтажем) виконують в одному з чотирьох варіантів:
А — для виготовлення виробу, механічне складання і електромонтаж якого доцільно проводити по одному і тому ж кресленикам, випускають складальний кресленик відповідно до вимог ГОСТ 2.109-73 і специфікацію відповідно до вимог ГОСТ 2.106-96 а також стандарту ГОСТ 2.413-72;
Б — для виготовлення виробу, механічне складання і електромонтаж якого здійснювати по одному і тому ж кресленику недоцільно, зі складу виробу з монтажем виділяють у вигляді самостійної складальної одиниці виріб механічного складання або сукупність складових частин, що встановлюються при електромонтажі. На складальному кресленику виробу з електромонтажем складові частини, які встановлюються при електромонтажу, не зображують, якщо вони виділені в самостійну складальну одиницю.
В — для виготовлення виробу, механічне складання і електромонтаж якого проводити по одному і тому ж кресленику недоцільно і кресленик для електромонтажу виконувати як складальне нераціонально, випускають:
- для механічного складання — складальний кресленик за вимогами ГОСТ 2.109-73 та специфікацію за вимогами ГОСТ 2.106-96;
- для електромонтажу — електромонтажний кресленик згідно з вимогами ГОСТ 2.413-72; електромонтажному кресленику присвоюють познаку монтованого виробу (з кодом МЭ). Складові частини, що встановлюються за електромонтажним креслеником, вносять в специфікацію монтованого виробу в додаткових розділах;

Г — для виготовлення виробу, механічне складання і електромонтаж якого проводити по одному і тому ж кресленику недоцільно і випуск кресленика для електромонтажу складний або нераціональний, випускають складальний кресленик для механічного складання відповідно до вимог ГОСТ 2.109-73; в технічних вимогах кресленика наводять посилання на документ, яким слід керуватися при електромонтажу, на:
- електричну схему з'єднань або принципову — при виконанні документації вироби індивідуального виробництва або дослідного зразка;
- таблицю з'єднань — при виконанні документації виробу серійного виробництва, у якому при електромонтажу встановлюють тільки з'єднувальні провідники, прокладення та кріплення яких визначені конструкцією виробу.

Складові частини, що встановлюються при електромонтажу, вносять в специфікацію монтованого виробу у додаткових розділах.

## Вимоги до виконання електромонтажних креслеників
Кресленик для електромонтажу рекомендується виконувати в тому ж масштабі, що і кресленик для механічного складання.
На кресленику для електромонтажу, що виконуються за варіантом Б або В, зображують:
- складові частини, що встановлюються при електромонтажі, і місця приєднання провідників — суцільними основними лініями;
- складові частини, що встановлені до електромонтажу («обстановку»), — спрощено і суцільними тонкими лініями. «Обстановку» зображують непрозорою.

На електромонтажному кресленику (за варіантом В) зображують «обстановку», необхідну тільки для визначення місць встановлення і приєднання складових частин, що встановлюються при електромонтажу.
Якщо складова частина є елементом електричної принципової схеми виробу, то на її зображенні або біля нього (переважно над ним або праворуч) наносять позиційне позначення, присвоєне цьому елементу на схемі. Якщо складова частина, що є елементом електричної принципової схеми виробу, повинна бути підібрана при його регулюванні, то на кресленику позиційне позначення цього елемента наносять зі знаком * (наприклад, R16*), а в технічних вимогах кресленика поміщають вказівку по типу: «* Підбирають при регулюванні».
Якщо складові частини виробу розташовані на стінках, що знаходяться в різних площинах, то при виконанні кресленика за варіантом Б або В допускається зображувати стінки розгорнутими у площині кресленика, при цьому на ньому біля відповідного місця зображення поміщають напис: «Стінка розвернута».
Провідник (провід, кабель, джгут, шину) зображають згідно з вимогами ГОСТ 2.414-75. При умовному зображенні провідників їх вигини в місцях злиття та розгалуження ліній, що зображають одиничні дроти, групи проводів, дроти джгутів, жили кабелів, джгути та кабелі, зображують прямими лініями під кутом приблизно 45°. Перетин провідників, електрично не сполучених між собою, слід зображувати прямими лініями під кутом приблизно 90°. Якщо необхідно показати взаємне розташування двох провідників, що перехрещуються, зображених умовно, то лінію, яка зображає провідник, що прокладається зверху, вигинають дугою в місці перетину.
Лінію, що зображає провідник, котра переходить з одного виду (або аркуша) на інший, обривають (переважно за межами обрисів виробу); близько місця обриву вказують позначення, присвоєне лінії, і позначення виду (або позначення виду та номер аркуша), на якому показано продовження лінії. Лінії, що зображують провідники, що приєднуються до багатоконтактного виробу, дозволяється не доводити до зображень контактів і закінчувати на лінії, що задає зовнішні обриси виробу. Вказівки про приєднання провідників до контактів приводять в цьому випадку одним із таких способів:
- біля контактів показують кінці ліній, що зображають приєднані провідники, і вказують позначення провідників;
- біля зображення багатоконтактного виробу поміщають таблицю з номерами контактів і позначеннями провідників.

Електричне з'єднання, що здійснюється паянням або зварюванням, зображують крапкою діаметром від 1,5S до 3S, де S — товщина суцільної основної лінії, прийнята на кресленику.

## Правила заповненняспецифікації
При запису в специфікацію складової частини, що є елементом електричної принципової схеми виробу, в графі «Примітка» вказують позиційне позначення, присвоєне цьому елементу на схемі.
Якщо у специфікований виріб входить декілька складових частин, які є різними елементами схеми (наприклад, резистор МЛТ-0,5-100 Ом ± 5% ТУ 11-85 ОЖО.467.180 є опорами R3, R4, R9 і R12), то в графі «Примітка» у відповідному рядку перераховують у порядку зростання позиційні позначення елементів. При цьому позиційні позначення елементів з послідовними порядковими номерами вказують на кшталт: «R8…R12».
Додатковими розділами специфікації виробу з електромонтажем у загальному випадку є:
- «Складальні одиниці»;
- «Деталі»;
- «Стандартні вироби»;
- «Інші вироби»;
- «Матеріали».

## Познаки провідників
На кресленику для електромонтажу всі провідники (одиничні дроти, джгути, жили кабелів, провідники джгутів) повинні мати позначення, присвоєні їм на електричній схемі з'єднань.
Якщо на виріб схема з'єднань не випущена, провіднику на кресленику присвоюють познаку, яке складається з цифрової познаки відповідного кола на електричній принциповій схемі, знаку дефіс і порядкового номера провідника в межах кола, наприклад: 2-1, 2-2. При відсутності познак на схемах провідники позначають на кресленику одним із таких способів:
а) нумерують арабськими цифрами:
- одиничні дроти і жили кабелів, записаних в специфікацію як матеріал, — в межах кресленика;
- жили кабелів, оформлених самостійними креслениками, — в межах кабелю;
- дроти джгутів — в межах джгута;

б) нумерують арабськими цифрами електричного кола в межах кресленика і провідники — в межах кола; позначення провідника складають з номера ланцюга, знаку дефіс і номери провідника в межах ланцюга.

## Таблиця з'єднань
Таблицю з'єднань складають у випадках, коли на кресленику не вказані адреси приєднання провідників або утруднене відшукання місць приєднання кінців провідника.
Таблицю з'єднань наводять на кресленику для електромонтажу і розміщують на першому аркуші або виконують наступними аркушами. Її виконують за такою формою:
| Провідник | Поз. | Звідки приходить | Куди надходить | Довжина | Примітка |
|           |      |                  |                |         |          |

У таблиці з'єднань провідники перераховують за зростанням номерів у такому порядку:
- дроти джгутів;
- жили кабелів, оформлених самостійними креслениками;
- жили кабелів, записаних в специфікації як матеріал;
- одиничні дроти.